# Friedrich Ris
Friedrich Ris (Glarus, 8 januari 1867 – Rheinau, 30 januari 1931), was een Zwitserse arts en entomoloog gespecialiseerd in libellen.

## Biografie
Zijn vader met dezelfde naam, Friedrich Ris, was een koopman uit Fluntern, destijds een dorp maar in de 21e eeuw een wijk van Zürich. Zijn moeder was Maria Schmid. Hij ging naar de middelbare school in Zürich. Daarna studeerde hij vanaf het wintersemester van 1885 aan de Universiteit Zürich en studeerde af op 3 mei 1890. Zijn doctoraat volgde op 24 juni 1890. Het onderwerp van het proefschrift was Klinischer Beitrag zur Nierenchirurgie (Klinische bijdrage aan de nierchirurgie). Daarna werkte hij aanvankelijk als psychiater en entomoloog in Mendrisio en was tussen 1898 en 1931 directeur van de psychiatrische kliniek in het klooster van Rheinau. Sinds 1930 was hij erelid van het Naturforschende Gesellschaft Schaffhausen.
- Gemeinsame Normdatei: 116557877
- Historisch woordenboek van Zwitserland: 032000
- International Standard Name Identifier: 0000 0001 0947 3275
- Library of Congress Control Number: no98081885
- Nederlandse Thesaurus van Auteursnamen: 236673319
- SNAC: w65f19g7
- Système universitaire de documentation: 194903540
- Virtual International Authority File: 767158
- WorldCat: E39PBJrgJhdKhHKFq7kvwrxbh3